# Плюсково (Московская область)
Плюсково — деревня в городском округе Клин Московской области России. Население — 6 чел. (2010).

## Население
| 1852 | 1859 | 1886 | 1890 | 1899 | 1926 | 2002 |
| ---- | ---- | ---- | ---- | ---- | ---- | ---- |
| 167  | ↗178 | ↗198 | ↗249 | ↘245 | ↘201 | ↘5   |
| 2006 | 2010 |      |      |      |      |      |
| ↘3   | ↗6   |      |      |      |      |      |

## География
Деревня Плюсково расположена в северной части района, в северо-восточной части городского округа Клин, примерно в 10 км к северо-востоку от окружного центра — города Клина, на запруженном безымянном левом притоке реки Лутосни (правый приток Сестры), высота центра над уровнем моря — 155 м. Ближайшие населённые пункты — примыкающее на северо-западе Калинино, Шевляково в 1 км на юго-восток и Губино в 1,5 км на юг.

## История
В середине XIX века деревня Плюсково 2-го стана Клинского уезда Московской губернии принадлежало Г. Зубкову, в деревне было 19 дворов, крестьян 80 душ мужского пола и 87 душ женского.
В «Списке населённых мест» 1862 года — казённая деревня 2-го стана Клинского уезда по левую сторону Дмитровского тракта, в 8 верстах от уездного города и 16 верстах от становой квартиры, при колодцах, с 26 дворами и 178 жителями (91 мужчина, 87 женщин).
В 1886 году деревня входила в состав Соголевской волости Клинского уезда, насчитывалось 26 дворов, проживало 198 человек; работало два тёрочных завода.
В 1899 году в деревне 245 жителей.
По данным на 1911 год число дворов составляло 43.
По материалам Всесоюзной переписи населения 1926 года — административный центр Плюсковского сельсовета Соголевской волости Клинского уезда в 3,2 км от Рогачёвского шоссе и 10,7 км от станции Клин Октябрьской железной дороги; проживал 201 человек (74 мужчины, 127 женщин), насчитывалось 39 хозяйств, из которых 38 крестьянских, действовала школа 1-й ступени.
С 1994 по 2006 гг. деревня входила в состав Воронинского сельского округа Клинского района Московской области, с 2006 по 2017 — в состав сельского поселение Воронинское Клинского района, с 2017 года — населённый пункт городского округа Клин Московской области.